# Sericomyrmex radioheadi
Sericomyrmex radioheadi (лат.) — вид муравьёв трибы грибководов Attini (род Sericomyrmex) из подсемейства мирмицины.
Южная Америка (Венесуэла). Назван в честь английской рок-группы Radiohead. 

## Описание
Мелкие муравьи желтоватого цвета. Длина головы рабочих (HL) в пределах 1,00—1,08 мм, ширина головы рабочих (HW) — 1,00—1,08 мм. Скапус усиков длинный, у рабочих SI (соотношение длин скапуса и головы) = 75–82. Мандибулы с 7-8 зубцами на жевательном крае, сверху гладкие. Усики состоят из 11 члеников, без явной булавы. Глаза среднего размера, выпуклые, с 9–12 омматидиями по наибольшему диаметру. Тело покрыто многочисленными  волосками. Пронотум и мезонотум с выступами-туберкулами. Стебелёк между грудкой и брюшком состоит из двух члеников: петиолюса и постпетиолюса (последний чётко отделён от брюшка), жало развито. Петиоль с двумя дорзальными зубчиками. Половые особи (самки и самцы) неизвестны. Предположительно, как и другие виды своего рода, выращивают грибы в своих земляных муравейниках. Вид был впервые описан в 2017 году американскими мирмекологами Ана Ежовник (Ana Ješovnik; Смитсоновский институт, Вашингтон, США) и Тедом Шульцем (Ted R. Schultz; Мэрилендский университет в Колледж-Парке, США).

## Этимология
Видовое название дано в честь английской рок-группы Radiohead за их вклад в охрану окружающей среды. 